# Duosperma crenatum
Duosperma crenatum är en akantusväxtart som först beskrevs av Gustav Lindau, och fick sitt nu gällande namn av P. G. Meyer. Duosperma crenatum ingår i släktet Duosperma och familjen akantusväxter. Inga underarter finns listade i Catalogue of Life.